# ニアミス事故
ニアミス事故とは、航空機同士が適正な間隔を下回って異常接近し、空中衝突に至る危険があった事故のことである。日本では明確な基準は定められていないが、アメリカ連邦航空局(FAA)では、半径150m、高度差60m以内の接近と定義している。

## 原因
TCAS(空中衝突防止装置)と管制の指示が矛盾している時に起こりやすい。例えばTCASはA機に対しては上昇、B機に対しては下降を指示しているが、管制はA機に下降、B機に上昇を指示した場合にA機は管制の指示に従って下降、B機はTCASの指示に従って下降している時である。この場合では衝突の危険がある高度を両機が飛んでおり回避行動をとらなければならないが両機が降下をしているため高度差が大きくなりにくい。そのためニアミス事故が起こりやすい。

## 日本で起きたニアミス事故
日本で起きたニアミス事故には日本航空機駿河湾上空ニアミス事故がある。